# Geschützte Kreuzung

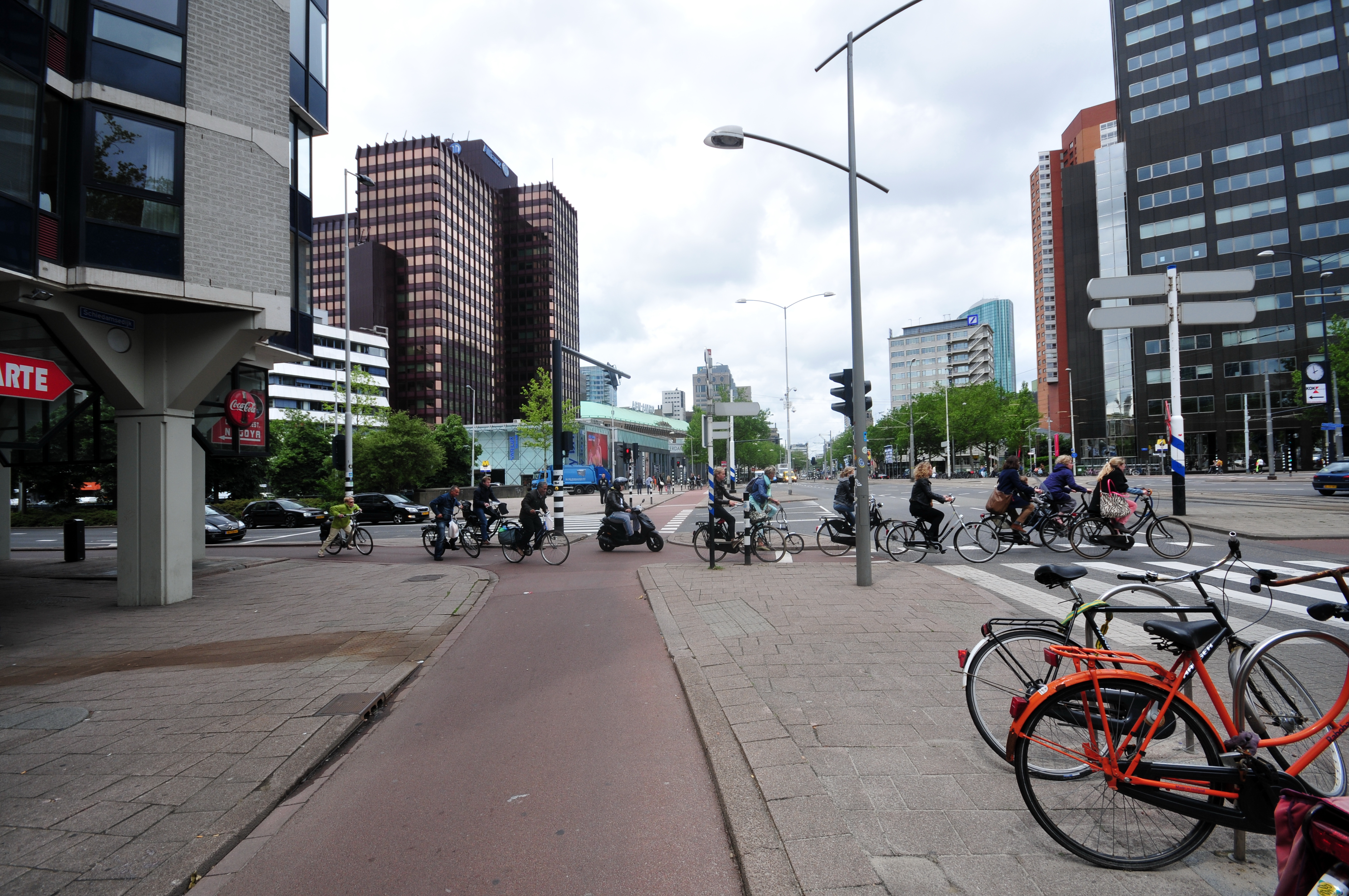
Geschützte Kreuzung in Rotterdam

Eine sogenannte geschützte Kreuzung ist eine ebenerdige Straßenkreuzung, an der Radfahrer und Fußgänger vom Kraftverkehr getrennt sind. Die durchgehende Fahrbahn liegt etwa eine Fahrzeuglänge von den Furten für Rad- und Fußverkehr entfernt, was durch eine weite Absetzung der Furten von der Fahrbahn erreicht wird. Rechts abbiegende Fahrzeuge (in Ländern, die auf der rechten Seite fahren, oder links in Ländern, die auf der linken Seite fahren) haben somit etwa eine Fahrzeuglänge, um sich vor der Furt aufstellen zu können. Dies soll eine längere Reaktionszeit gewähren. In der Folge soll dies zu einer erhöhten Sichtbarkeit führen. Autofahrer, die nach rechts abbiegen wollen, haben eine bessere Sicht auf Radfahrer und Fußgänger, da sie zur Seite schauen können, um Konflikte zu vermeiden, anstatt über ihre Schulter schauen zu müssen.
Es wird behauptet, dass diese Art von Kreuzung in den fahrradfreundlichen Niederlanden üblich sei. Einige andere Länder und Verwaltungsgebiete haben angefangen, geschützte Kreuzungen ähnlich denen in den Niederlanden zu errichten, darunter die US-amerikanischen Städte Salt Lake City, Austin, Davis und Boston und die kanadischen Städte Ottawa, Vancouver und Waterloo.
Die erste geschützte Kreuzung in Deutschland soll 2024 in Darmstadt entstehen. Sie wird in einem Forschungsprojekt begleitet. Die Umsetzung der Planung verzögert sich absehbar, da Interessenvertretungen des Fuß- und Radverkehrs unterschiedlicher Auffassung über die konkrete Gestaltung sind.

## Merkmale
Eine Reihe von Merkmalen sollen diese Kreuzung sicherer machen:
- eine nicht vom Kfz- oder Radverkehr befahrbare Verkehrsinsel an der Ecke
- ein zurückgesetzter Übergang für Fußgänger und Radfahrer, im Allgemeinen zwischen 1,5 und 7 Metern zurückgesetzt
- eine vordere Haltlinie, die es Radfahrern ermöglicht, an einer Ampel weit vor dem Autoverkehr anzuhalten, der vor der Signalanlage und damit vor der Fußgängerfurt anhalten muss
- eine separate Ampelschaltung (konfliktfreie Schaltung) oder zumindest ein Vorlaufgrün für Radfahrer und Fußgänger, die Konflikte zwischen PKWs und Radfahrern und Fußgängern vermeidet oder ihnen einen Vorsprung vor dem Kraftverkehr verschafft
- eine Gestaltung, die in vielen Fällen Radfahrern ermöglicht, auch bei roter Ampel sicher rechts abzubiegen

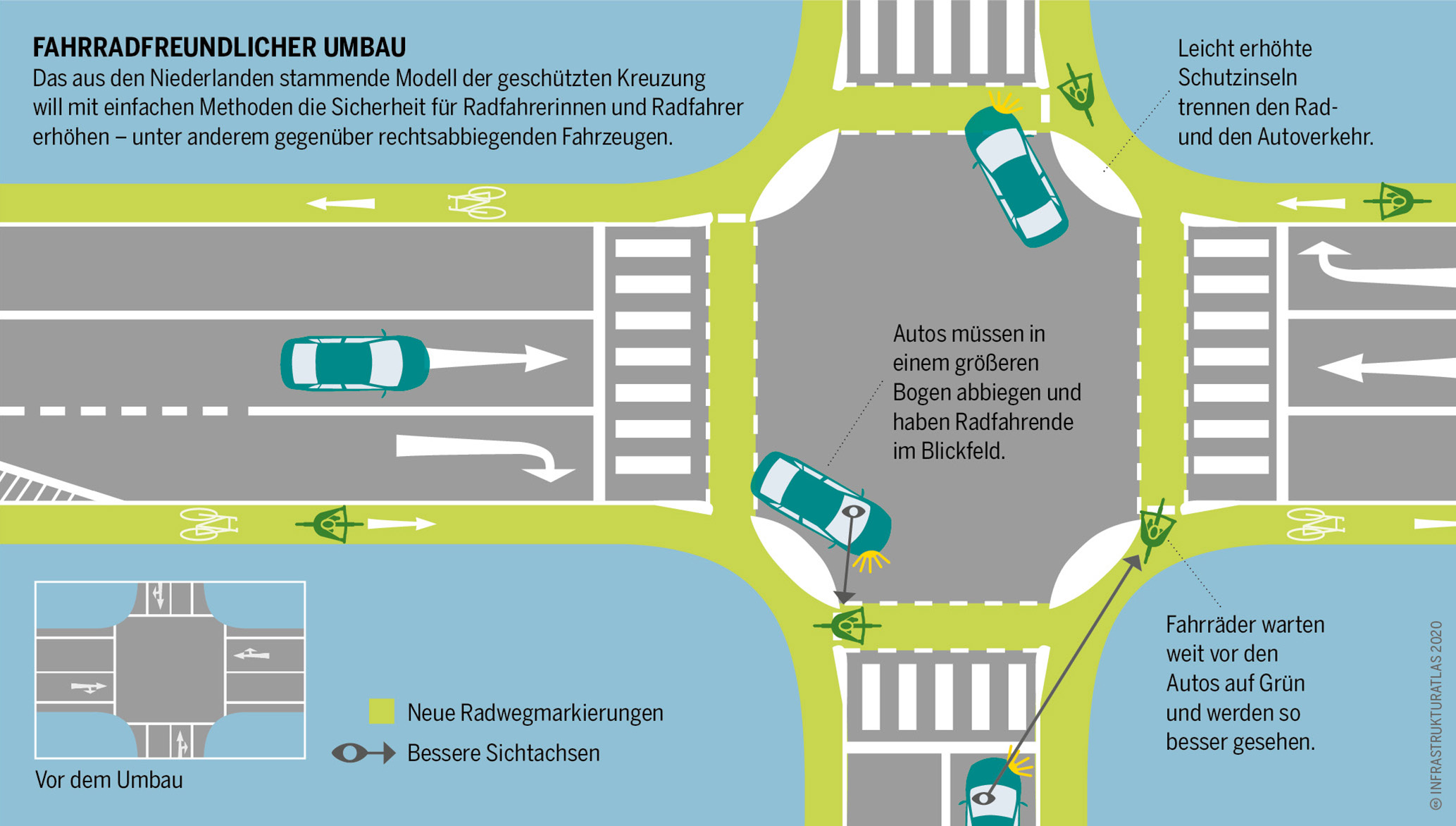
Vor und nach dem Umbau – „normale“ Straßenkreuzung und sogenannte geschützte Kreuzung im Vergleich, Quelle: Infrastrukturatlas 2020

Eine deutliche Bodenmarkierung signalisiert, dass der Radweg Vorrang vor dem Kraftfahrzeugverkehr hat. Dazu wird die Radfahrerfurt mit breiten Streifen markiert. Sogenannte „Haifischzähne“ (Dreiecke mit spitzem Ende, die auf die nicht-prioritären Fahrzeuge ausgerichtet sind) werden in den Niederlanden verwendet, um rechts abbiegende Autofahrer daran zu erinnern, dass Radfahrer Vorrang habe. Diese sind in Deutschland seit 2020 nach StVO zugelassen. Zusätzlich soll die Farbe des Radweges die Priorität des Radverkehrs verdeutlichen. Der Radweg wird häufig in roter, grüner oder blauer Farbe markiert. In den Niederlanden wird die rote Farbe des Radweges nicht auf die Oberfläche gemalt, sondern in die oberste Schicht des Asphalts eingebettet, um die Haltbarkeit zu erhöhen und Instandhaltungskosten zu senken. Oftmals werden auch der Rad- und Fußweg an der Querungsstelle leicht angehoben, um die Autofahrer zur Geschwindigkeitsreduzierung anzuhalten (Radwegüberfahrt bzw. Gehwegüberfahrt).
Ein enger Kurvenradius für den rechts abbiegenden Kraftverkehr erzwingt eine niedrigere Geschwindigkeit beim Abbiegen und erhöht damit die Sicherheit. Um den Kurvenradius für Autos so gering wie möglich wählen zu können, aber dennoch Raum für größere Fahrzeuge vorzuhalten, können die Verkehrsinseln in den Ecken der Kreuzung als (unattraktiv) überfahrbare Flächen ausgeführt werden, ähnlich wie die zentrale Insel eines Minikreisverkehrs.
Abhängig vom Verkehrsaufkommen kann eine geschützte Kreuzung mit oder ohne Ampel ausgestattet sein. Eine separate Ampelschaltung für Radfahrer/Fußgänger und Kraftverkehr (konfliktfreie Schaltung) schafft in (fast) jedem Fall Sicherheit durch die zeitliche Trennung der Verkehrsströme, ist aber nicht an die bauliche Gestaltung als sogenannte geschützte Kreuzung gebunden. Eine sorgfältige Abstimmung der Ampelphasen ermöglicht Radfahrenden das zweistufige Linksabbiegen ohne lange Wartezeiten (indirektes Linksabbiegen).

Auf dem Weg zur Kreuzung verfügen Radfahrer idealerweise über einen geschützten Radweg, der nach Möglichkeit durch eine Betonbarriere oder einen Randstein von der Straße getrennt ist. Die Breite des Radwegs in einer Richtung sollte mindestens zwei Meter betragen. In den Niederlanden sind die meisten Einbahnradwege mindestens 2,5 Meter breit. Wenn der Radweg vor der Kreuzung nur farblich markiert, aber nicht baulich getrennt ist, kann eine geschützte Kreuzung dennoch eingesetzt werden. Die bauliche Trennung des Radwegs von der Straße erfolgt dann entsprechend kurz vor der Kreuzung.

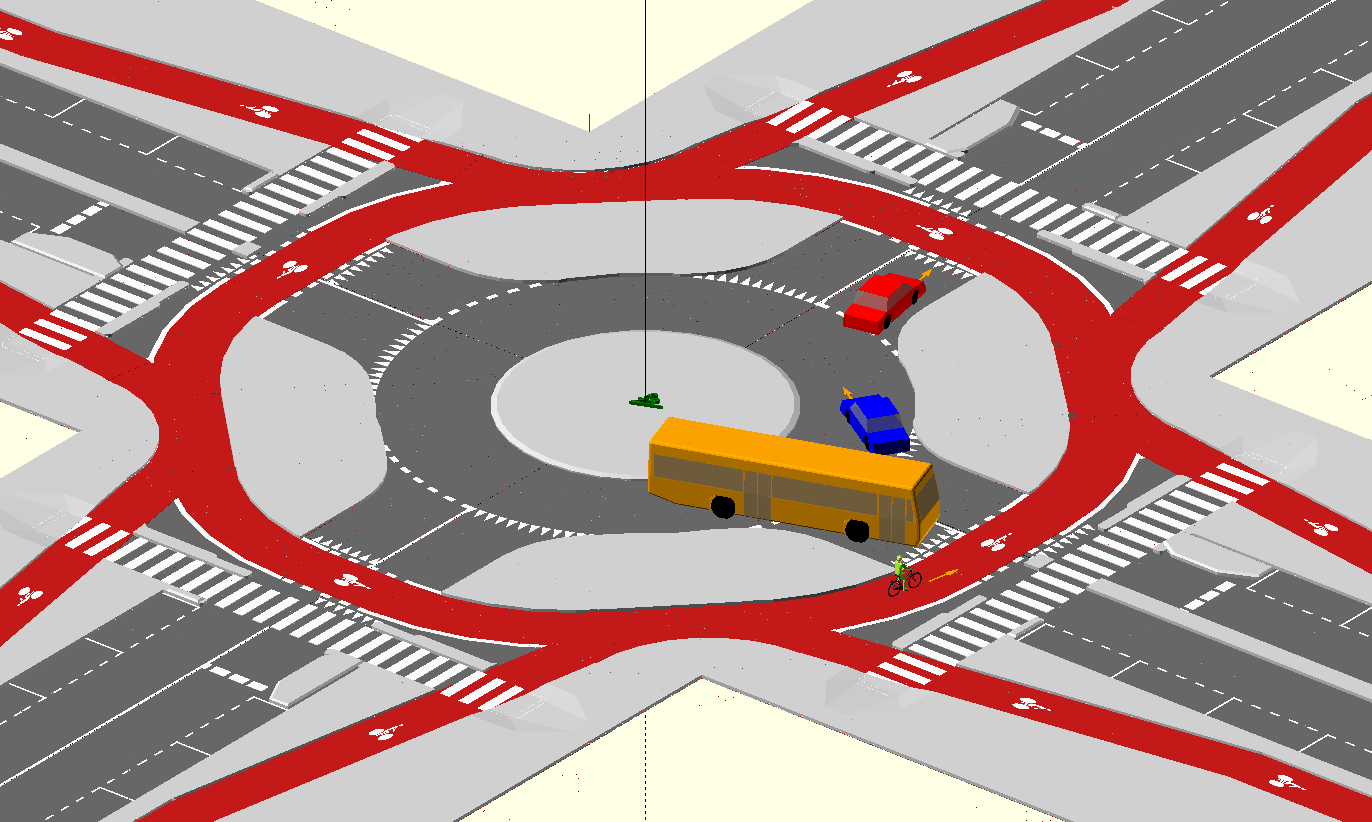
Niederländischer geschützter Kreisverkehr (innerorts)

## Geschützte Kreisverkehre
Geschützte Kreisverkehre sind Kreisverkehre, an denen ähnlich wie an der sogenannten geschützten Kreuzung die Radfahrer und Fußgänger vom Kraftverkehr getrennt sind und abgesetzt geführt werden. In den Niederlanden werden innerorts und außerorts unterschiedliche Gestaltungen an Kreisverkehren verwendet. Innerorts befinden sich die Furten für Radfahrer circa eine Fahrzeuglänge von der Kreisfahrbahn entfernt, die Furt der Fußgänger entsprechend eine Fahrzeuglänge und eine Radwegbreite. Der Radverkehr und Fußverkehr hat innerorts Vorrang vor dem Kraftverkehr.

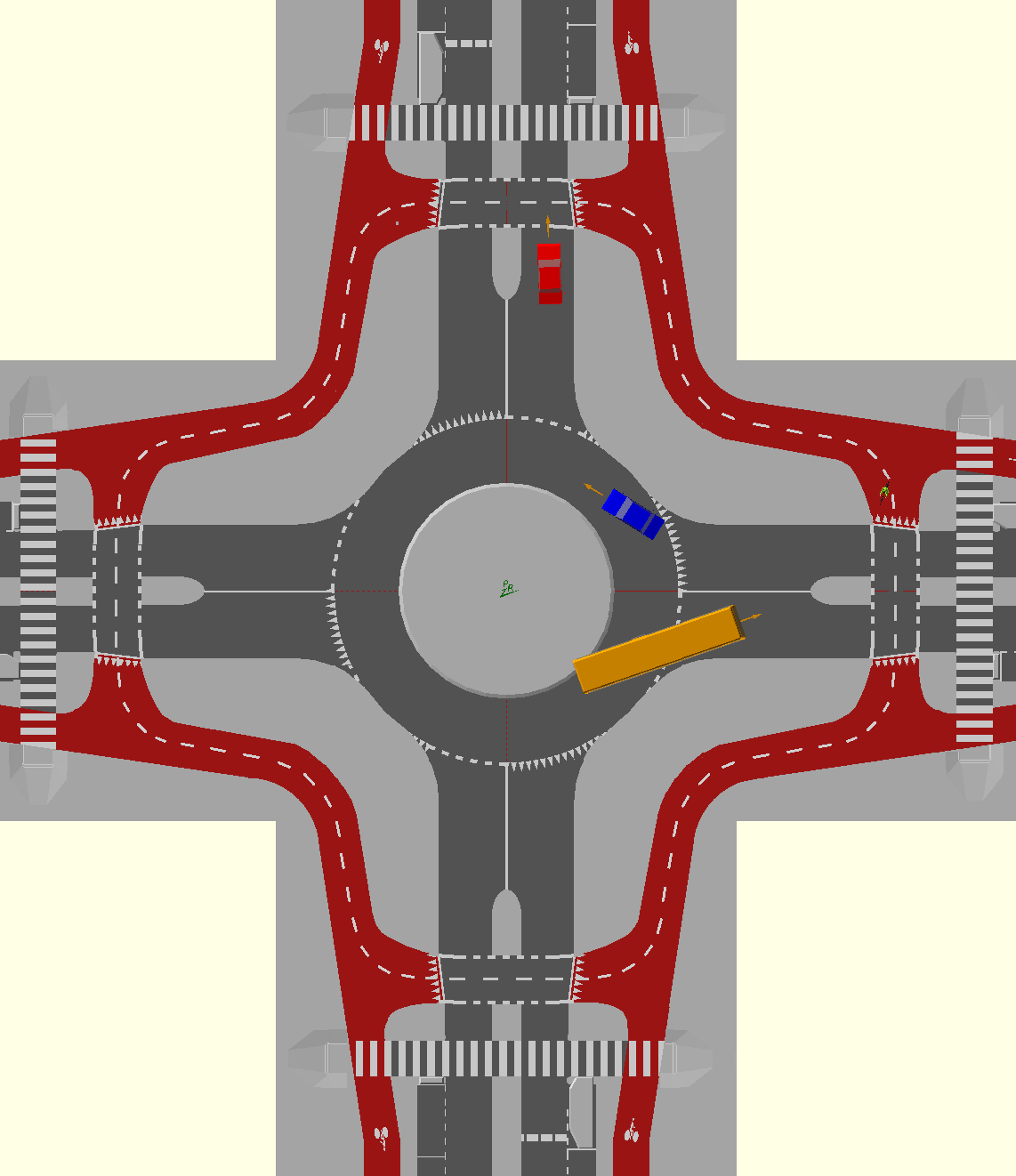
Niederländischer geschützter Kreisverkehr (außerorts). In Deutschland darf es außerorts keinen Fußgängerüberweg geben und keine Radfahrerfurt, wenn Fuß- und Radverkehr Vorfahrt achten müssen.

Außerorts befinden sich die Rad- und Fußgängerübergänge weiter vom Kreisverkehr entfernt, der Radweg wird mit einem engen Radius an die Querungsstelle herangeführt und Kraftfahrzeuge haben Vorrang vor Radfahrern. Diese Gestaltung könnte möglicherweise auch innerorts sicherer und praktischer sein, wenn der Radweg in beide Richtungen verläuft.

## Diskussion
Die Unfallforschung der Versicherer (UDV) hat in einer eigenen Untersuchung festgestellt, dass Radfahrer bei geschützten Kreuzungen aus einem LKW heraus schlechter sichtbar sind als bei der herkömmlichen Gestaltung von signalisierten Kreuzungen. Außerdem funktionieren Abbiegeassistenten von LKW, die den Bereich unmittelbar rechts neben dem LKW überwachen, dann häufig nicht. Ein frontal oder seitlich ausgerichteter automatischer Notbremsassistent könnte eventuell auf Radfahrer vor dem Fahrzeug reagieren. Einen Vorfahrtsverstoß zu Lasten eines Radfahrers, der noch nicht auf der Kreuzung ist, können diese aber nicht verhindern. Die Ergebnisse der UDV werden teilweise bestritten.
Das Mobilitätsforum Bund gibt einen Überblick zur aktuellen fachlichen Diskussion. Dort gibt es auch einen Hinweis auf das in Darmstadt laufende Forschungsprojekt.
Die Kreuzung soll die Sichtbeziehung zwischen Autofahrern und Radfahrern verbessern, die sich bereits unmittelbar vor der Kreuzung befinden. Die als Abbieger wartepflichtigen Autofahrer sollen die heranfahrenden Radfahrer durch die Windschutzscheibe oder das vordere Seitenfenster sehen können, wenn das „um die Ecke fahren“ bereits abgeschlossen ist. Bei Radfahrern, die noch einige Meter weiter von der Kreuzung entfernt sind, hängt die Sichtbeziehung zum Autofahrer selbst stark von der Stellung des abbiegenden Fahrzeugs ab. Steht es wie in der Zeichnung „vor und nach dem Umbau“ oben, sind solche Radfahrer allerdings nur sehr schwer zu sehen. Die abgesetzte Fahrbahn schafft aber eine längere Reaktionszeit für Radfahrer, um auf Fehler von Fahrzeugführern reagieren zu können.
Wissenschaftliche Untersuchungen, wie sich Autofahrer und Radfahrer tatsächlich bei dieser Gestaltung verhalten, liegen nicht vor. Zwei Untersuchungen laufen, sind aber (Stand 2024) noch nicht abgeschlossen bzw. noch nicht veröffentlicht.